# Akula
Akula (arab. عاكولة) – wieś w Syrii, w muhafazie Aleppo. W 2004 roku liczyła 943 mieszkańców.